# Scott Blumstein
Scott Blumstein (Morristown, 27 maggio 1992) è un giocatore di poker statunitense.
Alle WSOP 2017 ha vinto il Main Event avendo la meglio su 7 221 giocatori, aggiudicandosi la cifra di 8 150 000 di dollari. Nell'heads-up finale le sue carte A♥ 2♦ hanno avuto la meglio su A♦ 8♦ del rivale Dan Ott; sul tavolo sono uscite in sequenza: J♠ 6♠ 5♥ 7♥ 2♥.